# بيير-هنري لامي
بيير-هنري لامي (بالفرنسية: Pierre-Henri Lamy)‏ هو لاعب كرة قدم فرنسي في مركز الدفاع، ولد في 17 أغسطس 1987 في Château-Gontier ‏ في فرنسا. لعب مع ستاد لافال ونادي أنجيه ونادي لوهان كويسو ونادي نيور.

## وصلات خارجية
- بيير-هنري لامي على موقع قاعدة بيانات كرة القدم.إي يو (الإنجليزية)
- بيير-هنري لامي على موقع ليكيب (الفرنسية)
- بيير-هنري لامي على موقع Soccerway.com (الإنجليزية)
- بيير-هنري لامي على موقع عالم كرة القدم.نت (الإنجليزية)
- بيير-هنري لامي على موقع GSA (الإنجليزية)